# (38238) Holíč
(38238) Holíč est un astéroïde de la ceinture principale.

## Description
(38238) Holic est un astéroïde de la ceinture principale. Il fut découvert le 18 juillet 1999 à Modra par Štefan Gajdoš et Dušan Kalmančok. Il présente une orbite caractérisée par un demi-grand axe de 2,58 UA, une excentricité de 0,32 et une inclinaison de 6,5° par rapport à l'écliptique.

## Compléments